# Nonagria turpis
Nonagria turpis är en fjärilsart som beskrevs av Butler 1879. Nonagria turpis ingår i släktet Nonagria och familjen nattflyn. Inga underarter finns listade i Catalogue of Life.